# Liste botanischer Gärten
Ein botanischer Garten ist eine oft nach Herkunft der Pflanzenarten geordnete Anpflanzung von Bäumen, Sträuchern und krautiger Pflanzen. Botanische Gärten stehen meist unter der Verwaltung einer Universität oder Hochschule, da Sammlungen von Pflanzenarten eine gute Basis für wissenschaftliche Arbeit darstellen. Der als Waldlandschaft angelegte Teil botanischer Gärten wird Arboretum genannt. Der erste einer Universität zugeordnete botanische Garten wurde 1543 im italienischen Pisa gegründet. Zwei Jahre später entstand der älteste ununterbrochen existierende botanische Garten der Welt in Padua.

## Deutschland
Siehe: Liste von botanischen Gärten in Deutschland

## Österreich
Siehe: Liste von botanischen Gärten in Österreich

## Schweiz
Siehe: Liste von botanischen Gärten und Arboreten in der Schweiz

## Weitere Länder Europas

### Albanien
- Botanischer Garten Tirana, Tirana

### Belarus
- Central Botanical Garden of NAS of Belarus

### Belgien
- Botanischer Garten Meise, Meise
- Botanischer Garten Brüssel, Brüssel
- Antwerp Botanic Garden, Antwerpen
- Arboretum Kalmthout, Kalmthout
- Arboretum in der Provinciaal Domein Het Leen bei Eeklo
- Bokrijk Arboretum, zwischen Genk und Hasselt
- Plantentuin Universiteit Gent, Gent
- Hortus Botanicus Lovaniensis, Löwen
- Herba Sana

### Bosnien und Herzegowina
- Botanischer Garten Sarajevo / Botanički vrt (im Gelände des Nationalmuseums)

### Bulgarien
- Botanischer Garten Baltschik, Baltschik

### Dänemark
- Botanisk Have, Aarhus
- Botanisk Have, Universität Kopenhagen, Kopenhagen
- Geografisk Have, Kolding

### Estland
- Tallinna Botaanikaaed, Tallinn

### Finnland
- Helsingin kasvitieteellinen puutarha, Universität Helsinki
- Ruissalon kasvitieteellinen puutarha, Universität Turku
- Oulun yliopiston kasvitieteellinen puutarha, Universität Oulu
- Botania – Joensuun yliopiston kasvitieteellinen puutarha, Universität Joensuu
- Jyväskylän kasvitieteellinen puutarha, Universität Jyväskylä

### Frankreich
Siehe: Liste botanischer Gärten in Frankreich

### Griechenland
- Nationalgarten in Athen
- Botanischer Garten von Stavroupoli in Thessaloniki
- Waldbotanischer Garten in Thessaloniki

### Irland
- National Botanic Gardens of Ireland, Glasnevin, Dublin

### Island
- Botanischer Garten Reykjavík
- Botanischer Garten Akureyri

### Italien
Siehe: Liste von botanischen Gärten in Italien

### Kroatien
- Botanischer Garten, Zagreb

### Lettland
- Nacionālais botāniskais dārzs, Salaspils

### Litauen
- Vytauto Didžiojo universiteto Botanikos sodas, Kaunas
- Vilniaus universiteto Botanikos sodas, Vilnius und Kairėnai

### Malta
- Argotti Botanical Gardens in Floriana

### Moldau
- Botanischer Garten beim Nationalmuseum für Völkerkunde und Naturgeschichte in Chișinău

### Monaco
- Jardin Exotique de Monaco

### Niederlande
Siehe: Liste von botanischen Gärten in den Niederlanden

### Norwegen
- Agder Naturmuseum og botaniske hage, Kristiansand
- Botanischer Garten Oslo (Botanisk hage), Tøyen, Oslo
- Ringve botanical garden, Trondheim
- Rogaland Arboret, Sandnes
- Stavanger Botanischer Garten, Stavanger
- Tromsø Botaniske Hage, Tromsø
- Arboretum und Botanischer Garten, Universität, Bergen

### Polen
- Arboretum Wirty, Gmina Zblewo
- Botanischer Garten der Universität Breslau, Breslau
- Ogród Botaniczny w Bydgoszczy, Bydgoszcz
- Ogród Botaniczny w Oliwie, Gdańsk
- Ogród Botaniczny w Krakowie, Kraków
- Ogród Botaniczny w Łodzi, Łódź
- Ogród Botaniczny w Lublinie, Lublin
- Ogród Botaniczny w Poznaniu, Poznań
- Ogród Botaniczny UW w Warszawie, Universität Warschau
- Ogród Botaniczny PAN w Warszawie, Warschau
- Ogród Botaniczny we Wrocławiu, Wrocław
- Botanischer Garten Zabrze
- Ogród Botaniczny w Zakopanem, Zakopane
- Ogród Botaniczny w Zielonej Górze, Zielona Góra

### Portugal
- Azoren
  - Jardim José do Canto, São Miguel
  - Parque Terra Nostra, São Miguel
  - Jardim Botânico do Faial, Parque Natural do Faial, Faial
- Jardim Botânico da Universidade de Coimbra
- Lissabon:
  - Jardim Botânico da Ajuda
  - Jardim Botânico de Lisboa
  - Parque Botânico do Monteiro-Mor
  - Jardim Botânico Tropical
- Jardim Botânico da UTAD, Universidade de Trás-os-Montes e Alto Douro, Vila Real
- Jardim Botânico do Porto, Universidade do Porto, Porto
- Madeira:
  - Jardim Botânico do Funchal
  - Jardim Tropical Monte Palace
  - Palheiro Gardens

### Rumänien
- Arad: Botanischer Garten
- Bukarest: Botanischer Garten
- Cluj-Napoca: Botanischer Garten
- Craiova: Botanischer Garten
- Galați: Botanischer Garten
- Iași: Botanischer Garten
- Jibou: Botanischer Garten
- Târgu Mureș: Botanischer Garten
- Timișoara: Botanischer Garten
- Tulcea: Botanischer Garten

### Russland
- Botanischer Garten der Universität Irkutsk
- Botanischer Garten Kaliningrad
- Botanischer Garten Moskau
- Botanischer Garten Nowosibirsk
- Botanischer Garten St. Petersburg
- Polar-Alpiner Botanischer Garten Kirowsk

### Schweden
- Bergianska botaniska trädgården, Universität Stockholm, Stockholm
- Göteborgs botaniska trädgård, Göteborg
- Lunds botaniska trädgård, Universität Lund
- Uppsala:
  - Botaniska trädgården Uppsala universitet, Universität Uppsala
  - Linnéträdgården (Linné-Garten mit Blumenuhr)
  - SLU Kunskapsparken, Garten des Wissens an der Sveriges lantbruksuniversitet, SLU

### Serbien
- Botanischer Garten Jevremovac, Belgrad

### Slowakei
- Botanická záhrada UK, Bratislava
- Botanicka zahrada, Banská Štiavnica
- Botanická záhrada University P.J. Šafárika
- Botanická záhrada, Nitra
- Lesnícke arborétum Kysihýbel, Banská Štiavnica
- Arborétum Mlynany SAV, Tesárske Mlyňany
- Arborétum Borová hora, Zvolen, Stadtteil Borová hora

### Slowenien
- Botanischer Garten Ljubljana
- Botanischer Garten ‚Alpinum Juliana‘ in Trenta
- Botanischer Garten Sežana

### Spanien
- Parque de la Florida, Álava
- Jardín Botánico Juan Carlos I, Universität Alcalá, Alcalá de Henares
- Arboretum La Alfaguara, Alfacar
- Cactuslandia, Alicante
- Barcelona:
  - Jardín Botánico de Barcelona Jardí Botànic de Barcelona
  - Jardins de Mossèn Costa i Llobera
- Blanes:
  - Jardí Botànic Marimurtra
  - Jardín Botánico Pinya de Rosa
- Jardín Botánico El Castillejo, Cádiz
- Jardín Botánico Mora i Bravard, Casarabonela
- Jardín Botánico de Córdoba, Córdoba
- Jardín Botánico de Coria, Coria (Provinz Cáceres)
- El Huerto del Cura, Elche
- Jardín Botánico Atlántico, Gijón (Provinz Asturien)
- Jardín Botánico de la Universidad de Granada, Granada
- Jardín Botánico de la Cortijuela, Granada
- El Jardín Botánico Iturrarán, Guipúzcoa
- Zoo Botánico de Jerez, Jerez de la Frontera
- Real Jardín Botánico de Madrid, Madrid
- Málaga:
  - Jardín Botánico-Histórico la Concepción
  - Jardín histórico El Retiro
  - Jardín histórico La Cónsula
- Jardín Botánico El Ángel, Marbella
- El Jardín Botánico del Malecón, Murcia
- Jardín Botánico del Albardinar, Níjar (Provinz Almería)
- Jardín Botánico del Cap Roig, Palafrugell
- El Arboreto Carambolo, Sevilla
- Jardín Botánico Molino de Inca, Torremolinos
- Jardín Botánico de Valencia Jardí Botànic de Valencia, Valencia
- Zoo de Matapozuelos, Valladolid
- Balearische Inseln:
  - Botanicactus, Ses Salines, Mallorca
  - Jardín Botánico Mundani, Mallorca
  - Jardí botànic de Lluc, Mallorca
  - Jardín botánico de Sóller Jardí Botànic de Sóller, Sóller Mallorca
- Kanarische Inseln:
  - La Lajita Oasis Park, La Lajita – Pájara, Fuerteventura
  - Jardín Botánico Canario Viera y Clavijo, Las Palmas de Gran Canaria
  - Jardín de Cactus Guatiza – Teguise, Lanzarote
  - Palmetum von Santa Cruz de Tenerife, Santa Cruz de Tenerife
  - Cactus Park, Teneriffa
  - Jardín de aclimatación de La Orotava, Teneriffa

### Tschechien
- Brno, Botanická zahrada a arboretum Mendelovy zemědělské a lesnické univerzity v Brně
- Brno, Botanická zahrada Přírodovědecké fakulty Masarykovy univerzity v Brně
- Chudenice, Americká zahrada (Arboretum)
- Hradec Králové, Botanická zahrada léčivých rostlin Farmaceutické fakulty UK
- Kostelec nad Černými lesy, Arboretum České zemědělské univerzity v Praze
- Liberec, Botanická zahrada Liberec
- Olmütz, Botanická zahrada Univerzity Palackého
- Olmütz, Výstaviště Flora Olomouc
- Ostrava, Botanická zahrada Přírodovědecké fakulty Ostravské univerzity
- Plzeň, Zoologická a botanická zahrada
- Plzeň, Arboretum Sofronka VÚLHM
- Praha, Botanická zahrada Univerzity Karlovy, Přírodovědecká fakulta UK
- Praha, Botanická zahrada města Prahy
- Praha, Botanická zahrada Malešice, Praha 9 – Malešice
- Průhonice, Botanický ústav AV ČR
- Průhonice, Dendrologická zahrada Výzkumný ústav Silva Taroucy pro krajinu a okrasné zahradnictví
- Rakovník, Botanická zahrada při SZeŠ
- Tábor, Botanická zahrada při VOŠ a SZeŠ
- Teplice, Botanická zahrada Teplice

### Ukraine
- Nationaler Botanischer Garten Kiew „N. N. Grischko“, Kiew
- Botanischer Garten Kiew „A. W. Fomin“
- Botanischer Garten Nikita, Krim

### Ungarn
- Alcsútdoboz Arboretum
- Bábolna arboretum
- Badacsonytomaj, Folly Arboretum
- Balatongyörök, Büdöskút arboretum
- Bárdudvarnok, Kaposdada arboretum
- Buda arboretum
- Budakeszi Arboretum
- Budapest Füvészkert
- Budapest, Soroksár Arboretum
- Cserszegtomaj Arboretum
- Csurgónagymarton, Ágneslak Arboretum
- Erdotelek Arboretum
- Gödöllő Arboretum
- Hosszúhetény, Püspökszentlászló: Arboretum des Klosters
- Kám, Jel Arboretum (größter des Landes, 74 Hektar)
- Kiscsehi, Budafapuszta Arboretum
- Kőszeg, Chernel-kert Arboretum
- Lábatlan-Piszke, Gerenday Arboretum
- Orosháza, Rágyánszki Arboretum
- Pákozd, Pákozd-sukoró Arboretum
- Pannonhalma Arboretum
- Püspökladány Arboretum
- Sárvár arboretum (Schloss Nádasdy)
- Szarvas, Pepi-kert Arboretum
- Szeleste Arboretum
- Szombathely, Kámon Arboretum
- Tata-Agostyán Arboretum
- Tiszaigar Arboretum
- Tiszakürt Arboretum
- Tiszalök Arboretum
- Botanischer Garten Vácrátót
- Zalaegerszeg, Csács Arboretum
- Zirc Arboretum

### Vereinigtes Königreich
Siehe: Liste botanischer Gärten des Vereinigten Königreichs

## Afrika

### Äthiopien
- Botanischer Garten Gullele, Addis Abeba

### Benin
- Botanisch-zoologischer Garten der Universität Abomey-Calavi, Cotonou

### Demokratische Republik Kongo
- Botanischer Garten Kisantu, Kisantu

### Gambia
- Botanischer Garten Bakau, Bakau

### Ghana
- Aburi Botanical Gardens, Aburi

### Guinea
- Botanischer Garten Conakry, Conakry

### Kamerun
- Botanischer Garten Limbe, Limbe

### Lesotho
- Katse Botanical Garden, Katse

### Malawi
- Botanischer Garten der Blantyre Synode, Blantyre
- Botanischer Garten Mzuzu, Mzuzu
- Botanischer Garten Zomba, Zomba
- Nationaler Botanischer Garten Lilongwe, Lilongwe

### Mauritius
- Pamplemousse Botanic Gardens, Pamplemousses

### Namibia
- National Botanical Garden, Windhoek

### Seychellen
- Mont Fleuri Botanical Gardens, Victoria

### Simbabwe
- Bunga Forest Botanical Reserve, Mutare
- Ewanrigg Botanical Garden, 30 km nordöstlich von Harare
- Haroni/Rusitu Botanical Gardens
- National Herbarium and Botanic Garden, Harare
- Vumba Botanical Garden and Reserve, Mutare

### Südafrika
- Company’s Garden, Kapstadt
- Durban Botanic Gardens, Durban
- Free State National Botanical Garden, Bloemfontein
- Makana Botanical Gardens, Makhanda
- Hantam National Botanical Garden, Nieuwoudtville
- Harold Porter National Botanical Garden, Betty’s Bay
- Johannesburg Botanic Garden – Johannesburg
- Karoo Desert National Botanical Garden, Worcester
- Kirstenbosch National Botanical Garden, Kapstadt
- KwaZulu-Natal National Botanical Garden, Pietermaritzburg
- Lowveld National Botanical Garden, Mbombela
- Pietermaritzburg National Botanical Garden, Pietermaritzburg
- Pretoria National Botanical Garden, Pretoria
- Thohoyandou Botanical Garden, Thohoyandou
- Botanical Garden, University of KwaZulu Natal
- Walter Sisulu National Botanical Garden, Johannesburg, Mogale City

## Asien

### Armenien
- Botanischer Garten von Jerewan

### Republik China (Taiwan)
- Botanischer Garten Taipeh

### Volksrepublik China
- Botanischer Garten Peking (北京植物园), Peking
- Hong Kong Zoological and Botanical Gardens {香港动植物公园), Hongkong
- Botanischer Garten Chenshan (上海辰山植物园}, Shanghai
- Sun Yat-sen Botanischer Garten Nanjing (南京中山植物园), Nanjing
- Tropischer Botanischer Garten Xishuangbanna (中国科学院西双版纳热带植物园), Xishuangbanna
- Botanischer Garten Wuhan (武汉植物园), Wuhan
- Botanischer Garten Lushan (中国科学院庐山植物园), Lushan
- Botanischer Garten Südchina (华南植物园), Guangzhou

### Georgien
- Botanischer Garten Bakuriani des Ketßchoweli Instituts für Botanik der Georgischen Akademie der Wissenschaften
- Botanischer Garten Batumi der Georgischen Akademie der Wissenschaften
- Botanischer Garten Tiflis, Zentraler Botanischer Garten der Georgischen Akademie der Wissenschaften

### Indien
- Acharya Jagadish Chandra Bose Indian Botanic Garden, Haora
- Lalbagh Botanical Gardens, Bengaluru
- Lloyd Botanical Gardens, Darjiling
- Ooty Botanical Gardens, Udagamandalam

### Indonesien
- Kebun Raya, Bogor
- Cibodas Botanical Garden, Cianjur

### Iran
- Eram Botanical Garden, Schiraz
- Jahanara Botanical Garden, Teheran
- National Botanical Garden of Iran, Chitgar area, Teheran
- Noshahr Botanical Garden, Noshahr

### Israel
- Jerusalem Botanical Gardens, Jerusalem

### Japan
- Hiroshima Botanical Garden, Hiroshima
- Kioto’s Botanical Garden,[2] Kioto
- Koishikawa Botanischer Garten, Tokio

### Malaysia
- Rimba Ilmu Botanic Gardens, Kuala Lumpur

### Myanmar
- National Botanical Gardens, Pyin U Lwin, Mandalay Division

### Nordkorea
- Korean Central Botanical Garden

### Singapur
- Singapore Botanic Gardens

### Sri Lanka
- Botanischer Garten Peradeniya – Peradeniya bei Kandy
- Hakgala bei Nuwara Eliya, ehemalige Plantage für Cinchona.

### Thailand
- Nong Nooch Tropical Garden – Pattaya
- Queen Sirikit Botanical Garden – Chiangmai

### Türkei
- İstanbul Üniversitesi Fen Fakültesi Alfred Heilbronn Botanik Bahçesi, Istanbul, Neuer Botanischer Garten, gegründet 1931

## Amerika

### Argentinien
- Administración de Parques Nacionales
- Arboretum Guaycolec y Arboretum de la Facultad de Recursos Naturales
- Asociación Civil Los Algarrobos
- Bosque Autóctono „El Espinal“
- Facultad de Ciencias Forestales, Universidad Nacional de Misiones
- Fundación Cultural Argentino Japonesa
- Jardín Agrobotánico de Santa Catalina
- Jardín Biológico de América
- Jardín Botánico „Arturo E. Ragonese“
- Jardín Botánico „Carlos Thays“
- Jardín Botánico de Chacras de Coria
- Jardín Botánico de Córdoba
- Jardín Botánico de la Ciudad de Corrientes
- Jardín Botánico de la Facultad de Agronomía de Azul
- Jardín Botánico de la Facultad de Ciencias Agrarias de Esperanza
- Jardín Botánico de la Facultad de Ciencias Forestales de la U.N.S.E.
- Jardín Botánico de la Fundación Miguel Lillo
- Jardín Botánico de la Patagonia Extra-andina
- Jardín Botánico „Dr Miguel J Culaciati“
- Jardín Botánico „El Viejo Molino“
- Jardín Botánico EMETA Chamical
- Jardín Botánico Ezeiza
- Jardín Botánico „Gaspar Xuarez“, Universidad Católica de Córdoba
- Jardín Botánico Municipal de San Carlos Centro
- Jardín Botánico Municipal y Area de Emprendimientos Productivos
- Jardín Botánico Oro Verde
- Jardín Botánico Pillahuincó
- Jardín Botánico „Tierra del Sur“
- Jardín Botánico Universidad Nacional de San Luis
- Jardín de Aclimatación del Arido Patagónico
- Jardin de Cactus Catamarca
- Museo de Ciencias Naturales „Augusto G Schulz“
- Red Argentina de Jardines Botánicos

### Bermuda
- Bermuda Botanical Gardens, Hamilton

### Brasilien
- Instituto Plantarum – São Paulo
- Fundação Zoobotânica – Porto Alegre
- Jardim Botânico de Curitiba – Curitiba
- Jardim Botânico de São Paulo – São Paulo
- Jardim Botânico do Rio de Janeiro – Rio de Janeiro
- Núcleo de Pesquisa e Desenvolvimento Jardim Botânico – Campinas

### Chile
- Arboretum de la Universidad Austral de Chile, Valdivia
- Jardin Botánico Chagual
- Jardín Botánico Nacional, Viña del Mar
- Parque Botánico Omara

### Ecuador
- FundRAE – Reserva Etnobotánica Cumandá

### Honduras
- Lancetilla Botanical Garden, Tela

### Kanada
- Calgary Zoo Botanical Garden, Calgary
- Devonian Botanic Garden, Edmonton
- Jardin botanique de Montréal, Montreal
- Jardin botanique Roger-Van den Hende, Québec
- Jardins de Métis (Reford Gardens), Grand-Métis, Québec
- Royal Botanical Gardens, Hamilton (Ontario)
- Royal Roads University Botanical Gardens, Victoria (British Columbia)
- UBC Botanical Garden, Vancouver
- VanDusen Botanical Garden, Vancouver

### Kolumbien
- Jardín Botánico de Cali, Cali
- Jardín Botánico de San Andrés
- Jardín Botánico del Pacífico, in Bahía Solano (Departamento del Chocó)
- Jardín Botánico del Quindio
- Botanischer Garten von Bogotá
- Fundación Jardín Etnobotánico Villa Ludovica
- Red Nacional de Jardines Botánicos de Colombia

### Kuba
- Jardín Botánico de Cienfuegos, Cienfuegos
- Jardín Botánico „Cupaynicu“, Granma
- Jardín de los Helechos de Santiago de Cuba, Santiago de Cuba
- Instituto de Investigaciones Fundamentales en Agricultura Tropical „Alejandro de Humboldt“, Havanna
- Jardín Botánico Nacional de Cuba, Havanna
- Jardín Botánico Orquideario Soroa, Candelaria
- Jardín Botánico de Pinar del Río, Pinar del Río
- Jardín Botánico de Sancti Spiritus, Sancti Spíritus

### Mexiko
- Alta Cima Botanical Garden
- Asociación Mexicana de Jardines Botánicos
- Jardín Botánico Campo Experimental „Todos Santos“
- Jardín Botánico Conunitario
- Jardín Botánico de Acapulco, Acapulco
- Jardín Botánico de Ciceana
- Jardín Botánico de la FES, Cuautitlán-UNAM
- Jardín Botánico del Instituto de Biología (UNAM)
- Jardín Botánico de Universidad Juárez del Estado de Durango
- Jardín Botánico „Dr Alferdo Barrera Marín“
- Jardin Botánico „El Charco del Ingenio“
- Jardín Botánico Francisco Javier Clavijero
- Jardín Botánico „Ignacio Rodríguez de Alconedo“
- Jardín Botánico „Jerzy Rzedowski Rotter“
- Jardín Botánico Regional „Cassiano Conzatti“ de CIIDIR-IPN-Oaxaca
- Jardín Botánico Regional de Cadereyta „Ing. Manuel González de Cosío“
- Jardín Botánico Regional „El Soconusco“
- Jardín Botánico Regional Xiitbal nek'
- Jardín Botánico „Rey Netzahualcóyotl“
- Jardín Etnobotánico 'Francisco Peláez R'
- Jardín Etnobótanico Museo de Medicina Tradicional y Herbolaria del INAH
- Jardín Etnobotánico de Oaxaca
- Jardín Etnobotánico Tzapoteca
- Proyecto Jardín Botánico del Desierto Chihuahuense, Chihuahua-Wüste

### Peru
- Jardín Etnobotánico Nugkui
- Jardín Etnobotánico Pisaq

### St. Vincent und die Grenadinen
- St Vincent and the Grenadines Botanic Gardens (seit 1765), Kingstown

### Trinidad und Tobago
- Scarborough Botanic Gardens, Tobago
- Royal Botanic Gardens, Trinidad, Port of Spain

### Venezuela
- Botanischer Garten von Mérida

### Vereinigte Staaten
Siehe: Liste botanischer Gärten der USA

## Australien und Ozeanien

### Australien
- The Australian Arid Lands Botanic Garden, Port Augusta, South Australia
- The Australian Inland Botanic Gardens, Buronga, New South Wales
- The Australian National Botanic Gardens, Canberra
- Ballarat Botanical Gardens, Ballarat
- Booderee Botanic Gardens (formerly Jervis Bay Botanic Gardens), New South Wales
- Botanic Gardens of Adelaide, Adelaide
- Brisbane Botanic Gardens (Mount Coot-tha), Toowong, Brisbane
- Brisbane City Botanic Gardens, Brisbane
- Castlemaine Botanic Gardens, Castlemaine, Victoria
- Coffs Harbour Regional Botanic Garden, Coffs Harbour
- Flecker Botanical Gardens, Cairns
- Fruit Spirit Botanical Garden, Dorroughby, New South Wales
- Geelong Botanic Gardens, Geelong
- George Brown Darwin Botanic Gardens Darwin, Northern Territory
- Hunter Region Botanic Gardens – New South Wales
- Kings Park und botanischer Garten, Perth
- Maranoa Gardens – Balwyn, Victoria
- Mount Annan Botanic Garden, New South Wales
- Norfolk Island Botanic Garden, Norfolk Island
- Olive Pink Botanic Garden, Alice Springs
- Queens Gardens, Townsville, Queensland
- Rockhampton Botanic Gardens, Rockhampton
- Royal Botanic Gardens, Melbourne (an zwei Stätten):
  - Royal Botanic Gardens Victoria
  - Royal Botanic Gardens, Cranbourne
- St Kilda Botanic Gardens, Melbourne
- Royal Botanic Gardens, Sydney
- Royal Tasmanian Botanical Gardens, Hobart
- Warrnambool Botanic Gardens, Warrnambool, Victoria
- Wollongong Botanic Garden, Wollongong, New South Wales

### Fidschi
- Savurua Botanical Gardens, Viti Levu
- Thurston Gardens, Suva

### Neuseeland
- Christchurch Botanic Gardens, Christchurch
- Dunedin Botanic Gardens, Dunedin
- Oamaru Botanic Gardens, Oamaru
- Otari-Wilton’s Bush, Wellington
- Wellington Botanic Gardens, Wellington
- Winter Garden, Auckland

### Tahiti
- Jardin Botanique, Papeete